# Glacis

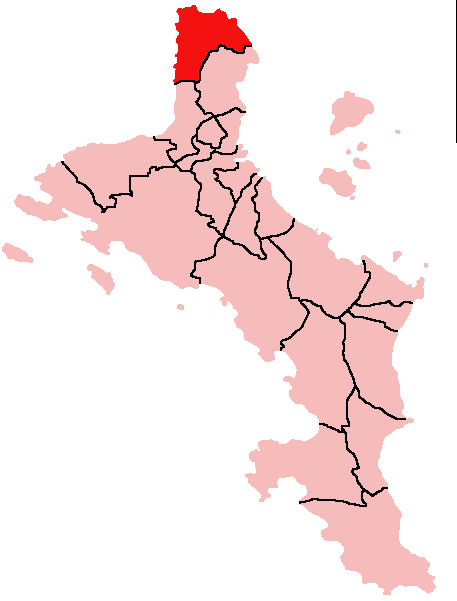
Położenie dystryktu Glacis na wyspie Mahé

Glacis – dystrykt położony w północnej części wyspy Mahé; 3 576 mieszkańców (2002).